# Гамба, Джузеппе
Джузеппе Гамба (итал. Giuseppe Gamba; 25 апреля 1857, Асти, Сардинское королевство — 26 декабря 1929, Турин, Королевство Италия) — итальянский кардинал. Епископ Бьеллы с 16 декабря 1901 по 13 августа 1906. Епископ Новары со 13 августа 1906 по 20 декабря 1923. Архиепископ Турина с 20 декабря 1923 по 26 декабря 1929. Кардинал-священник с 20 декабря 1926, с титулом церкви Санта-Мария-сопра-Минерва с 23 декабря 1926.